# هارولد ليما
هارولد ليما (15 يناير 1939 - 24 مارس 2021) سياسي برازيلي وناشطًا مناهضًا للديكتاتورية.
شغل منصب نائب من 1983 إلى 2003 ومنصب المدير العام للوكالة الوطنية للبترول والغاز الطبيعي والوقود الحيوي من 2005 إلى 2011.